# Margareta Cosăceanu-Lavrillier
Margareta Cosăceanu-Lavrillier (Margaret Cossaceanu sau Margaret Cossaceanu-Lavrillier; născută Margareta Cosăceanu; n. 4 ianuarie 1893, București, România – d. 22 septembrie 1980, Paris, Franța) a fost o sculptoriță franceză de origine română.

## Biografie
Margareta Cosăceanu este nepoata savantului George Constantinescu, inventatorul Teoriei sonicității. A studiat sculptura între 1910 și 1913 la Școala de Arte frumoase din București sub îndrumarea lui Dimitrie Paciurea.
În 1921, a obținut o bursă care i-a permis să meargă la Roma să-și continue studiile la Academia de Arte frumoase (pictorul Lucian Grigorescu studia acolo în același timp). În capitala italiană l-a cunoscut pe gravorul francez medalist André Lavrillier, câștigător al Prix de Rome în 1914, și boarder la Villa Medici. El a dus-o la Paris și a prezentat-o sculptorului Antoine Bourdelle.
După ce a fost distinsă cu Marele Premiu al Academiei de Arte frumoase în 1922, a plecat din Roma ca mai apoi să se stabilească la Paris, unde a participat la atelierul compatriotului său Constantin Brâncuși. Între timp, își continua studiile la Académie de la Grande Chaumière, în studioul lui Antoine Bourdelle, unde i-a întâlnit pe Germaine Richier și Alberto Giacometti. Bourdelle a luat-o colaboratoare în atelierul său din Impasse du Maine. El a rugat-o să recreeze la o scară mai mare o parte din lucrările sale, ca de exemplu Sapho. Pentru aceste lucrări figurative a folosit ceară, pământ, ipsos, bronz sau piatră. Margareta a continuat să lucreze cu el până la moartea acestuia, în 1929.
În 1929, s-a căsătorit cu André Lavrillier, cu care a avut trei copii, inclusiv pe fotograful Carol-Marc Lavrillier și pictorița Nadia Lavrillier.

## Saloane și expoziții internaționale
A participat la diverse saloane și expoziții, cum ar fi Salon d'Automne sau la Salon des Tuileries și a produs piese pentru statul francez. I s-au comandat lucrări pentru Expoziția Internațională de Artă și Tehnologie în Viața Modernă (1937), pentru pavilioane din Asia și cel românesc. Relieful Daci (din marmură, înalt de 3 m), pentru care a primit diploma de onoare, este astăzi în București.
Până în 1977, la cererea monetăriei Monnaie de Paris, a făcut mai multe medalii (medalia deputaților Adunării Naționale a Franței. În 1968 a realizat portretele iluștrilor Romain Gary, Anna de Noailles, Giacometti, Jean Effel.
În 1952, Bernheim-Jeune Gallery a organizat o expoziție retrospectivă a operei ei, iar Muzeul de Artă Modernă al orașului Paris i-a cumpărat lucrarea Marele tors de Femeie. În 1970, la cea de-a 40-a comemorare a morții maestrului ei, ea a creat din memorie un portret al lui Antoine Bourdelle.
A fost o mare admiratoare a creației lui George Enescu pe care l-a cunoscut și căruia i-a executat șase portrete. La moartea lui, 4 mai 1955, la numai cîteva ore de la deces, a realizat mulajul pentru mâna și masca sa mortuară.
Margaret Cosăceanu a murit la Paris pe 22 septembrie 1980, la vârsta de 87 de ani. În 1993, Galerie Vallois din Paris a organizat un spectacol retrospectiv închinat operei ei.

## Lucrări și colecții (selecție)
- Pieta (1923), Musée des Années Trente
- Walkyrie (1923), utilizată pentru Constantinesco (automobile)[11]
- Portretul lui Constantin I. Diamandy, diplomat român (1927)[12]
- Bustul lui André Lavrillier, (1927), Musée national d'art moderne, centrul Pompidou [13]
- Marele portret de femeie (1930)
- Statuia lui Tudor Vladimirescu în Craiova (1937)[14]
- Reliful Daci (1937) pentru pavillonul României la Expoziție Internațională de Artă și Tehnologie în Viața Modernă 1937,[15] astăzi în București
- Baxorelief, Faculté de Pharmacie de Paris (1936-1940) [16]
- Marmura Cap de Rhodia Bourdelle (1943), Muzeul Rolin, Autun [17]
- Bustul lui Jean Charcot, (1943), Muzeul național de la Marine, Paris[18]
- Portretul lui George Enescu (1956), Musée de la Philharmonie de Paris [19]
- Cap de fată, Saint-Brieuc Muzeul de Artă și Istorie
- Monumental, Musée des Années Trente, Boulogne Billancourt [20]
- Tors de femeie (1955), Musée d'art Moderne de la Ville de Paris.[21]